# Konia dikume
Konia dikume är en fiskart som beskrevs av Ethelwynn Trewavas 1972. Konia dikume ingår i släktet Konia och familjen Cichlidae. IUCN kategoriserar arten globalt som akut hotad. Inga underarter finns listade i Catalogue of Life.